# Resolutie 1490 Veiligheidsraad Verenigde Naties
Resolutie 1490 van de Veiligheidsraad van de Verenigde Naties werd unaniem door de Veiligheidsraad van de Verenigde Naties aangenomen op 3 juli 2003.

## Achtergrond
Op 2 augustus 1990 viel Irak zijn zuiderbuur Koeweit binnen en bezette dat land. De Veiligheidsraad veroordeelde de inval en later kregen de lidstaten carte blanche om Koeweit te bevrijden. Eind februari 1991 was die strijd beslecht en legde Irak zich neer bij alle aangenomen VN-resoluties. Het land werd vervolgens verplicht zich te ontwapenen door onder meer al zijn massavernietigingswapens te vernietigen. Daaraan werkte Irak echter met grote tegenzin mee, tot grote woede van de Verenigde Staten, die het land daarom in 2003 opnieuw binnenvielen.
Van 1991 tot 2003 zag een waarnemingsmissie van de Verenigde Naties, UNIKOM, toe op de gedemilitariseerde zone op de Iraaks-Koeweitse grens.

## Inhoud

### Waarnemingen
De Veiligheidsraad had een rapport van de secretaris-generaal over de VN-Irak-Koeweit-Waarnemingsmissie UNIKOM ontvangen. Het bleek dat het toezicht op de gedemilitariseerde zone tussen Irak en Koeweit niet langer nodig was om Koeweit te beschermen tegen Iraakse aanvallen.

### Handelingen
Het mandaat van UNIKOM werd aldus een laatste keer verlengd, tot 6 oktober. Er werd tevens besloten om de gedemilitariseerde zone, die 10 kilometer in Irak en 5 kilometer in Koeweit reikte, tegen die tijd op te heffen. De secretaris-generaal werd gevraagd te rapporteren over de beëindiging van UNIKOM's mandaat. Ten slotte werd Koeweit bedankt omdat het al sedert 1 november 1993 twee derde van de kosten van de missie droeg.

## Verwante resoluties
- Resolutie 1476 Veiligheidsraad Verenigde Naties
- Resolutie 1483 Veiligheidsraad Verenigde Naties
- Resolutie 1500 Veiligheidsraad Verenigde Naties
- Resolutie 1511 Veiligheidsraad Verenigde Naties

Lijst ·  1455 ·  1456 ·  1457 ·  1458 ·  1459 ·  1460 ·  1461 ·  1462 ·  1463 ·  1464 ·  1465 ·  1466 ·  1467 ·  1468 ·  1469 ·  1470 ·  1471 ·  1472 ·  1473 ·  1474 ·  1475 ·  1476 ·  1477 ·  1478 ·  1479 ·  1480 ·  1481 ·  1482 ·  1483 ·  1484 ·  1485 ·  1486 ·  1487 ·  1488 ·  1489 ·  1490 ·  1491 ·  1492 ·  1493 ·  1494 ·  1495 ·  1496 ·  1497 ·  1498 ·  1499 ·  1500 ·  1501 ·  1502 ·  1503 ·  1504 ·  1505 ·  1506 ·  1507 ·  1508 ·  1509 ·  1510 ·  1511 ·  1512 ·  1513 ·  1514 ·  1515 ·  1516 ·  1517 ·  1518 ·  1519 ·  1520 ·  1521